# Amor Perfeito (telenovela)
Amor Perfeito é uma telenovela brasileira produzida e exibida pela TV Globo de 20 de março a 22 de setembro de 2023, em 161 capítulos. Substituiu Mar do Sertão e sendo substituída por Elas por Elas, foi 98.ª "novela das seis" transmitida pela emissora. 
Teve a autoria de Duca Rachid e Júlio Fischer, escrita com Elísio Lopes Jr, é livremente inspirada no romance Marcelino Pão e Vinho (1953), do escritor espanhol José María Sánchez Silva. Escrita com a colaboração de Dora Castellar, Duba Elia e Mariani Ferreira, tem direção de Oscar Francisco, Alexandre Macedo, Lúcio Tavares, Joana Antonaccio e Larissa Fernandes; e direção artística de André Câmara.
Conta com as atuações de Camila Queiroz, Diogo Almeida, Mariana Ximenes, Thiago Lacerda, Daniel Rangel, Carmo Dalla Vecchia, Paulo Betti, Zezé Polessa e Levi Asaf nos papéis principais.

## Enredo
Em 1934, Marê é uma jovem moderna que volta para São Jacinto para assumir o hotel da família após se formar em administração, mas que se vê obrigada por seu preconceituoso pai Leonel a se casar com o mau caráter Gaspar quando revela estar namorando Orlando, um médico negro. Gilda, sua jovem e ambiciosa madrasta, também deseja comandar os negócios e se une com Gaspar para matar Leonel, fazendo a culpa cair na enteada para ficar com a herança. Grávida, Marê tem seu bebê tirado de si na prisão e passa 8 anos reclusa até sair em liberdade condicional em 1942, quando decide voltar para São Jacinto para se vingar de Gilda, recuperar sua herança e seu filho, contando com a ajuda de seu amigo de infância Júlio, apaixonado por ela. Enquanto isso Marcelino, o filho desaparecido de Marê e Orlando, foi criado como órfão no mosteiro da cidade, onde vê o Frei Leão e a amorosa cozinheira Aparecida como referência de família.
Já Gilda se tornou uma mulher influente, contando como aliados o prefeito Anselmo, que mantém um caso com Verônica, escondido da esposa Cândida, o delegado Ciro, que sempre maltratou Lívia por não lhe dar um filho biológico e ter que adotar uma criança da qual ele rejeita, e o promotor Sílvio, cuja esposa Wanda enfrenta o conservadorismo da cidade com seus itens de moda modernos e possui uma rivalidade antiga com Gilda. Ainda há Érico, um advogado honesto que esconde ter se envolvido anteriormente com um homem por medo da reação da sociedade, e o Frei João, que no passado sucumbiu à tentação com Darlene, e teve com ela uma filha, algo que nem imagina.

## Elenco
| Intérprete          | Personagem                                                      |
| ------------------- | --------------------------------------------------------------- |
| Camila Queiroz      | Maria Elisa Rubião Gouveia (Marê)                               |
| Diogo Almeida       | Orlando Lopes Gouveia                                           |
| Mariana Ximenes     | Gilda Torquato Rubião / Shirley                                 |
| Thiago Lacerda      | Gaspar Carneiro Evaristo                                        |
| Daniel Rangel       | Júlio Medrado                                                   |
| Ana Cecília Costa   | Verônica Medrado                                                |
| Carmo Dalla Vecchia | Érico Requião                                                   |
| Paulo Betti         | Anselmo Evaristo                                                |
| Zezé Polessa        | Cândida Carneiro Evaristo                                       |
| Juliana Alves       | Wanda Pacheco                                                   |
| Bukassa Kabengele   | Promotor Sílvio Pacheco                                         |
| Allan Souza Lima    | Frei João (Feijão)                                              |
| Carol Castro        | Darlene Nogueira                                                |
| Lucy Ramos          | Lívia Albuquerque                                               |
| Beto Militani       | Delegado Ciro Albuquerque                                       |
| Cristiane Amorim    | Catarina Siqueira                                               |
| Babu Santana        | Frei Severo (Padrão)                                            |
| Tonico Pereira      | Frei Leão                                                       |
| Tony Tornado        | Frei Tomé                                                       |
| Antônio Pitanga     | Frei Vitório                                                    |
| Bernardo Berro      | Padre Donato (Papinha)                                          |
| Bárbara Sut         | Sônia Madureira                                                 |
| Isabel Fillardis    | Aparecida Madureira                                             |
| Alan Rocha          | Antônio Madureira                                               |
| João Fernandes      | Justino Madureira (Tino)                                        |
| Bruno Montaleone    | Ivan Carneiro Evaristo                                          |
| Paulo Mendes        | Luís Carneiro Evaristo                                          |
| Malu Dimas          | Adélia Batista                                                  |
| Iza Moreira         | Tânia Batista                                                   |
| Maria Gal           | Neiva Batista                                                   |
| Genézio de Barros   | Dr. Ítalo Miranda                                               |
| Jorge Florêncio     | Jesus Cristo                                                    |
| Chico Pelúcio       | Padre Diógenes                                                  |
| Francisco Torres    | Padre Euzébio                                                   |
| Mestre Ivamar       | Apolônio Batista (Popó)                                         |
| Cyda Moreno         | Celeste                                                         |
| Gustavo Arthidoro   | Ademar Monteiro                                                 |
| Carol Badra         | Ione Monteiro                                                   |
| Glicério do Rosário | Turíbio Fonseca                                                 |
| Raquel Karro        | Elza Fonseca                                                    |
| Bruno Quixotte      | Odilon Fernandes                                                |
| Rodrigo dos Santos  | Pedro Valente                                                   |
| Rose Lima           | Leonor                                                          |
| Talita Feuser       | Rita                                                            |
| Levi Asaf           | Marcelino de Assis Lopes Gouveia Rubião / Ângelo Gouveia Rubião |
| Ygor Marçal         | Manoel Madureira                                                |
| Vitória Pabst       | Clara Nogueira (Clarinha)                                       |
| Valentina Melleu    | Ana Monteiro (Aninha)                                           |
| Milena Ramos        | Azenaithe Almeida                                               |
| Davi Queiroz        | Tobias Albuquerque / Samuel Valente                             |

### Participações especiais
| Intérprete            | Personagem                         |
| --------------------- | ---------------------------------- |
| Paulo Gorgulho        | Leonel Rubião                      |
| Kênia Bárbara         | Lucília Gouveia                    |
| Karen Marinho         | Maria Eugênia Rubião               |
| Alexandre Borges      | Juscelino Kubitschek               |
| Analu Prestes         | Olímpia Batista                    |
| Dhu Moraes            | Carminha Laranjeira                |
| Mouhamed Harfouch     | Camilo Iglesias                    |
| Letícia Isnard        | Violeta Fernandes                  |
| Guilherme Piva        | Bem-Te-Vi                          |
| Carol Garcia          | Lili Moreno                        |
| Marcelo Flores        | Carlito                            |
| Gabz                  | Laura Pacheco (Laurinha)           |
| Pierre Baitelli       | Felipe Neves / Jair Queiroz        |
| Christovam Neto       | José Virgílio Lopes / José Gouveia |
| Titina Medeiros       | Alzira Soriano                     |
| Bruce Gomlevsky       | Dr. Milton                         |
| Yara Charry           | Augustina                          |
| Priscilla             | Carmen Miranda                     |
| Jarbas Homem de Mello | Francisco Alves                    |
| Gillray Coutinho      | Romero                             |
| Domingos de Alcântara | Romeu Telles                       |
| Alexandre Britto      | Governador Benedito Valadares      |
| Roberto Frota         | Desembargador Jacó                 |
| Prazeres Barbosa      | Zélia                              |
| Júlio Levy            | Dr. Edvaldo                        |
| Raquel Monteiro       | Sarah Kubitschek                   |
| João Carlos Artigos   | Benjamin de Oliveira               |
| Karen Coelho          | Alice Martinez / Mercedes Vilhena  |
| Dadá Coelho           | Mirtes                             |
| Rômulo Weber          | Nelson                             |
| Lêda Ribas            | Jaqueline Dipon (Madame Chantilly) |
| Cláudia Ventura       | Iolanda                            |
| Mário Hermeto         | Gusmão                             |
| Gustavo Mello         | Delegado Lira                      |
| Guarnier              | Beto Cavaquinho                    |
| Alexandre Lino        | Dr. Péricles                       |
| Flávio Ozório         | Norberto Carreira                  |
| João Rodrigo Ostrower | Dr. Tadeu                          |
| Guto Galvão           | Aníbal                             |
| Pedro Sol Victorino   | Fabiano Fonseca                    |
| Tati Machado          | Dione                              |
| Robson Maia           | Sansão                             |
| Breno De Felippo      | Ronaldo                            |
| Thiago Justino        | Juiz Olavo                         |
| Marcelo Mello         | Belmiro Laborda                    |
| Kyvilin Pádilha       | Nadir                              |
| Iasmin Patacho        | Rosa                               |
| Blaise Musipere       | Gregório                           |
| André Senna           | Ramón Martinez                     |
| Isaac Bernat          | Mesquita                           |
| André Teixeira        | Galdino                            |
| Darla Ferr            | Deolinda                           |
| Pedro Lobo            | Toninho                            |
| Adriana de Broux      | Hermínia                           |
| Marcelo Argenta       | Dr. Clóvis                         |
| Pedro David           | Jornaleiro                         |
| Geovanna Zampenini    | Benedita                           |
| Amaurih Oliveira      | Fernando Altieri                   |
| Xando Graça           | Juiz Prudente Neves                |
| Cláudio Cinti         | Reitor                             |
| Nado Grimberg         | Diretor da ferroviária             |
| Allan Pelegrino       | Diretor do cartório                |
| Anita Ferraz          | Marê (adolescente)                 |
| Luiza Zimerman        | Gilda (criança)                    |
| Pedro Lins            | Érico (jovem)                      |
| Henrique Fraga        | Romeu (jovem)                      |
| Gabriela Motta        | Tânia (criança)                    |
| Fernando Pagels       | Luís (criança)                     |

## Produção

Pôster de divulgação da telenovela.

Em maio de 2022, a sinopse de Amor Perfeito foi oficializada pela TV Globo como a substituta de Mar do Sertão, ainda sob o título provisório Marcelino. Os autores Duca Rachid, Júlio Fischer e Elísio Lopes Jr. se inspiraram no romance Marcelino Pão e Vinho, do escritor espanhol José María Sánchez Silva como base para a história principal. Adaptar essa história para televisão já era um antigo desejo de Duca e Júlio, e surgiu como ideia em 2003 quando os roteiristas integravam a equipe do Sítio do Picapau Amarelo (2001). A obra já havia ganhado uma adaptação cinematográfica em 1955, estrelado por Pablito Calvo e dirigido por Ladislao Vajda; além de uma versão brasileira em formato de telenovela, sob adaptação e direção de Sylas Roberg e protagonizada por Valdir Galdi, exibida pela Rede Tupi em 1958. No México houve também uma versão intitulada Rayito de luz, produzida por Rosy Ocampo para a Televisa, teve Alejandro Speitzer no papel principal e foi exibida no canal Las Estrellas entre 2000 e 2001; respectivamente.
Esta é a primeira novela da autora Duca Rachid sem a parceria de Thelma Guedes, com quem escreveu obras de grande êxito na emissora como O Profeta (2006), Cama de Gato (2009), Cordel Encantado (2011), Joia Rara (2013) e Órfãos da Terra (2019) – enquanto a trama será a segunda obra do autor Júlio Fischer, que foi um dos autores de Sol Nascente (2016), ao lado de Walther Negrão e Suzana Pires, além de já ter colaborado com outros autores e com Duca e Thelma em suas obras anteriores. O título final da produção, Amor Perfeito, havia sido previamente utilizado pelo autor Alcides Nogueira numa sinopse engavetada em 1988 — posteriormente retrabalhada com Gilberto Braga e renomeada Força de um Desejo (1999), também exibida no horário das seis.
Inicialmente a trama teria a direção artística de Gustavo Fernandez, que trabalhou com Duca na direção de Órfãos da Terra, mas com o seu remanejamento para a continuação da série Justiça (2016), no Globoplay, ele foi substituído por André Câmara. A produção começou em janeiro de 2023 com a reunião do elenco, a confecção dos figurinos, e a construção da cidade cenográfica da fictícia São Jacinto nos Estúdios Globo. As gravações começaram no mesmo mês na cidade de São Paulo, com locações na Estação da Luz, Parque da Independência e Edifício Martinelli; mostrando as primeiras cenas dos protagonistas Maria Elisa e Orlando, interpretados por Camila Queiroz e Diogo Almeida, respectivamente. Também houve gravações no interior de Minas Gerais, as locações escolhidas foram em São Lourenço, Baependi e Caxambu. A equipe ainda gravou cenas do julgamento da protagonista no centro do Rio de Janeiro.
Antes de Levi Asaf como Marcelino, a última trama das seis a ter uma criança como personagem principal foi Mel Maia em Joia Rara em 2013 como Pérola.

### Escolha do elenco
O primeiro nome solicitado pelos autores foi Mariana Ximenes para a antagonista Gilda. Bianca Bin, Nathalia Dill e Juliana Paiva foram sondadas para viver a protagonista Marê – as duas primeiras especialmente por já terem vivido papéis centrais das obras anteriores de Duca – porém como elas não tinham mais contrato fixo com a emissora, a produção buscou uma opção da casa. Isabelle Drummond, Vitória Strada, Julia Dalavia e Valentina Herszage foram cotadas na sequência, porém nada se consolidou. Alanis Guillen chegou a ser confirmada no papel, após a boa repercussão como Juma Marruá de Pantanal (2022), porém a atriz pediu dispensa logo depois alegando que precisava de férias. Juliana Alves também foi pensada para formar assim o primeiro casal de protagonistas negros desde Lado a Lado (2012), porém acabou sendo relocada para outro papel. Por fim o papel ficou com Camila Queiroz, marcando o seu retorno a emissora após sua saída conturbada durante as gravações de Verdades Secretas II (2021).
Juan Paiva foi pensado para o protagonista Orlando, porém não pode aceitar por estar gravando o filme Nosso Sonho. Elzio Vieira chegou a ser confirmado, porém após os primeiros testes a produção notou que o ator não tinha "química" suficiente em cena com Camila e decidiu o substituir por Diogo Almeida, sendo este o seu retorno à televisão 14 anos desde Promessas de Amor (2009), após anos se dedicando ao teatro. Daniel de Oliveira foi convidado para viver o antagonista Gaspar, mas recusou por não querer fazer mais novelas longas e foi substituído por Rafael Cardoso. Posteriormente Rafael pediu dispensa por estar passando pelo processo de divórcio e foi substituído por Thiago Lacerda, que anteriormente interpretaria Jesus Cristo, papel que passou para Jorge Florêncio.
Pedro Paulo Rangel foi escalado para viver Frei Leão, mas por conta de seu falecimento em dezembro de 2022, inicialmente foi substituído por Tony Tornado. A direção acabou remanejando Tornado para outro papel, e escolhendo Tonico Pereira como o intérprete definitivo. Felipe Camargo faria uma participação especial como Leonel, pai da protagonista, mas foi substituído por Paulo Gorgulho. Rafael Sieg estava escalado para interpretar o advogado Érico, mas por foi substituído por Carmo Dalla Vecchia, marcando sua quinta parceira com a autora Duca Rachid em suas obras. Para interpretar o filho dos protagonistas, a direção escolheu Levi Asaf após testes com atores na faixa etária dos oito anos. Guito Show e Renata Gaspar foram convidados como Padre João e Darlene, porém ele recusou por não querer passar mais um ano longe dos filhos após Pantanal e ela foi remanejada para o elenco de Terra e Paixão. Os papéis deles passaram Allan Souza Lima e Carol Castro, respectivamente.

## Exibição

### Divulgação
O primeiro teaser da trama foi exibido em 17 de fevereiro de 2023 no intervalo da telenovela Travessia. Como forma de promover o lançamento da trama, seu primeiro capítulo foi exibido para os participantes do Big Brother Brasil 23; no dia 17 de março de 2023.

## Música
Compõem a trilha sonora de Amor Perfeito as seguintes canções:
- "O Amor é um Ato Revolucionário", Sandy (tema de abertura)[115]
- "Estrela, Estrela", Vitor Ramil
- "Bola de Meia, Bola de Gude", Milton Nascimento (tema de Marcelino)
- "Un Vestido y un Amor", Caetano Veloso (tema de Marê e Orlando)
- "A Queda" (versão clássica/instrumental), Gloria Groove (tema de Gilda e Gaspar)
- "Dona de Castelo", Adriana Calcanhotto (tema de Gilda)
- "Tempo Rei", Gilberto Gil
- "Eu Não Existo Sem Você", Maria Bethânia
- "Quem Sabe Isso Quer Dizer Amor", Paulinho Moska
- "Amor Perfeito", Anavitória
- "O Seu Olhar", Ceumar Coelho
- "Amendoim Torradinho", Ney Matogrosso (tema de Anselmo e Verônica)
- "Mina", Negra Li (tema de Wanda)
- "Só Vou Gostar de Quem Gosta de Mim", Roberto Carlos
- "Uma Velha Canção Rock-n'-Roll", 14 Bis
- "Enquanto me Beija", Jão
- "Ninguém Pode Saber", Marcos & Belutti
- "O Caderno", Sandy part. Toquinho (tema das crianças)
- "Tico-Tico no Fubá", Carmen Miranda
- "In the Mood", Glenn Miller & Orchestra
- "A Canção Mais Sincera do Mundo", Rafa Bicalho
- "Você Sabe", Pablo (tema de Justino)
- "Canta Brasil", Angela Maria e Cauby Peixoto
- "Moon River", Rod Stewart
- "Aos Pés da Cruz", Gilberto Gil
- "Minas com Bahia", Skank
- "My Cave", Moons
- "Clair de Lune", Claude Debussy
- "The Homecoming", Hagood Hardy

## Recepção

### Audiência
Estreou com 19,3 pontos, pico de 20,1 e share de 33,7%, segundo dados consolidados do Kantar IBOPE Media, referentes à Região Metropolitana de São Paulo. O índice é inferior ao da estreia de sua antecessora, mas é superior ao das novelas Nos Tempos do Imperador (2021–22) e Além da Ilusão (2022), mantendo os bons números do horário das 18h. O segundo capítulo registrou 18,3 pontos, pico de 19,4 e share de 33,4%. Seu quarto capítulo registrou 19,7 pontos. O sexto capítulo bateu recorde negativo com 14,6 pontos, sendo prejudicado com a disputa contra a cobertura do Amistoso da Seleção Brasileira de Futebol Masculino contra a Seleção Marroquina, que foi transmitido pela Rede Bandeirantes, o qual registrou 11,6 pontos, chegando ao pico máximo de 13.
A partir do sétimo capítulo, a novela começou a apresentar uma tendência de crescimento, batendo recorde no dia 27 de março com 20,6 pontos e no dia seguinte (28 de março) com 20,8 pontos. No dia 27 de abril bate mais um recorde com 21,5 pontos. No dia 15 de maio supera seu recorde anterior e registra 22,8 pontos. Três dias depois, no dia 18, bate mais um recorde com 22,9 pontos, sendo essa a sua maior audiência.
O último capítulo registrou 20,1 pontos e 16,4 na reapresentação, sendo o terceiro desfecho mais assistido da década de 2020, entre as novelas inéditas. Teve média geral de 19,5 pontos, apresentando o melhor desempenho da faixa desde Éramos Seis (2019–20) e também é a maior audiência até o momento de uma novela das 18hrs na década de 2020.

### Prêmios e indicações
| Ano  | Prêmio                           | Categoria                                  | Indicado                                      | Resultado |
| ---- | -------------------------------- | ------------------------------------------ | --------------------------------------------- | --------- |
| 2023 | Prêmio Noticiasdetv.com          | Melhor Novela                              | Duca Rachid, Júlio Fischer e Elisio Lopes Jr. | Venceu    |
| 2023 | Prêmio Noticiasdetv.com          | Melhor Atriz Protagonista                  | Camila Queiroz                                | Indicado  |
| 2023 | Prêmio Noticiasdetv.com          | Melhor Atriz Antagonista ou Vilã           | Mariana Ximenes                               | Venceu    |
| 2023 | Prêmio Noticiasdetv.com          | Melhor Ator Revelação                      | Diogo Almeida                                 | Indicado  |
| 2023 | Prêmio Noticiasdetv.com          | Melhor Atriz Mirim ou em Papel Adolescente | Vitória Pabst                                 | Indicado  |
| 2023 | Prêmio Noticiasdetv.com          | Melhor Ator Mirim ou em Papel Adolescente  | Levi Asaf                                     | Venceu    |
| 2023 | Melhores do Ano NaTelinha        | Melhor Novela                              | Duca Rachid, Júlio Fischer e Elisio Lopes Jr. | Venceu    |
| 2023 | Melhores do Ano NaTelinha        | Melhor Atriz                               | Mariana Ximenes                               | Venceu    |
| 2023 | Prêmio ArteBlitz de Novela       | Melhor Novela (voto popular)               | Duca Rachid, Júlio Fischer e Elisio Lopes Jr. | Venceu    |
| 2023 | Prêmio ArteBlitz de Novela       | Melhor Ator Protagonista (voto popular)    | Diogo Almeida                                 | Indicado  |
| 2023 | Prêmio ArteBlitz de Novela       | Melhor Atriz Protagonista (voto popular)   | Camila Queiroz                                | Indicado  |
| 2023 | Prêmio ArteBlitz de Novela       | Melhor Ator Vilão (voto popular)           | Thiago Lacerda                                | Indicado  |
| 2023 | Prêmio ArteBlitz de Novela       | Melhor Atriz Vilã (voto popular)           | Mariana Ximenes                               | Venceu    |
| 2023 | Prêmio ArteBlitz de Novela       | Melhor Ator Coadjuvante (voto popular)     | Carmo Dalla Vecchia                           | Venceu    |
| 2023 | Prêmio ArteBlitz de Novela       | Melhor Ator Coadjuvante (voto popular)     | Daniel Rangel                                 | Indicado  |
| 2023 | Prêmio ArteBlitz de Novela       | Melhor Atriz Revelação (voto popular)      | Bárbara Sut                                   | Indicado  |
| 2023 | Prêmio ArteBlitz de Novela       | Melhor Ator Mirim (voto popular)           | Levi Asaf                                     | Venceu    |
| 2023 | Prêmio ArteBlitz de Novela       | Melhor Ator Mirim (voto júri)              | Levi Asaf                                     | Venceu    |
| 2023 | Prêmio ArteBlitz de Novela       | Melhor Casal (voto popular)                | Camila Queiroz e Diogo Almeida                | Indicado  |
| 2023 | Splash Awards                    | Melhor Novela (TV/Streaming)               | Duca Rachid, Júlio Fischer e Elisio Lopes Jr. | Indicado  |
| 2023 | Prêmio TVPedia Brasil            | Novela                                     | Duca Rachid, Júlio Fischer e Elisio Lopes Jr. | Venceu    |
| 2023 | Prêmio TVPedia Brasil            | Atriz Principal de Novela                  | Camila Queiroz                                | Indicado  |
| 2023 | Prêmio TVPedia Brasil            | Atriz Principal de Novela                  | Mariana Ximenes                               | Venceu    |
| 2023 | Prêmio TVPedia Brasil            | Ator Principal de Novela                   | Thiago Lacerda                                | Indicado  |
| 2023 | Melhores do Ano                  | Melhor Ator Coadjuvante                    | Tony Tornado                                  | Indicado  |
| 2023 | Prêmio Área VIP                  | Melhor Novela                              | Duca Rachid, Júlio Fischer e Elisio Lopes Jr. | Indicado  |
| 2023 | Prêmio Área VIP                  | Melhor Atriz                               | Mariana Ximenes                               | Venceu    |
| 2023 | Prêmio Área VIP                  | Melhor Talento Jovem                       | Levi Asaf                                     | Venceu    |
| 2023 | Prêmio Área VIP                  | Melhor Revelação da Mídia                  | Levi Asaf                                     | Indicado  |
| 2023 | Melhores do Ano - Site Duh Secco | Novela                                     | Duca Rachid, Júlio Fischer e Elisio Lopes Jr. | Venceu    |
| 2023 | Melhores do Ano - Site Duh Secco | Atriz                                      | Mariana Ximenes                               | Venceu    |
| 2023 | Melhores do Ano - Site Duh Secco | Ator Coadjuvante                           | Allan Souza Lima                              | Venceu    |
| 2023 | Melhores do Ano - Site Duh Secco | Ator Coadjuvante                           | Daniel Rangel                                 | Indicado  |
| 2023 | Melhores do Ano - Site Duh Secco | Ator Coadjuvante                           | Tony Tornado                                  | Indicado  |
| 2023 | Melhores do Ano - Site Duh Secco | Atriz Revelação                            | Bárbara Sut                                   | Indicado  |
| 2023 | Melhores do Ano - Site Duh Secco | Atriz Revelação                            | Kênia Bárbara                                 | Indicado  |
| 2023 | Melhores do Ano - Site Duh Secco | Ator Revelação                             | Paulo Mendes                                  | Indicado  |
| 2023 | Melhores do Ano - Site Duh Secco | Ator ou Atriz Mirim                        | Levi Asaf                                     | Venceu    |
| 2023 | Melhores do Ano - Site Duh Secco | Ator ou Atriz Mirim                        | Vitória Pabst                                 | Indicado  |
| 2023 | Prêmio APCA de Televisão         | Novela                                     | Duca Rachid, Júlio Fischer e Elisio Lopes Jr. | Indicado  |
| 2023 | Prêmio APCA de Televisão         | Revelação                                  | Levi Asaf                                     | Indicado  |
| 2024 | SEC Awards                       | Melhor Novela                              | Duca Rachid, Júlio Fischer e Elisio Lopes Jr. | Venceu    |
| 2024 | SEC Awards                       | Melhor Atriz em Novela                     | Camila Queiroz                                | Venceu    |

#### Repercussão da mídia e do público
Assim como a novela das 19h Vai na Fé, a trama apostou em boa parte do elenco negro nos papéis principais, uma vez que o horário das 18h vivenciou uma de suas maiores polêmicas com a telenovela Nos Tempos do Imperador (2021–22), contendo com várias acusações de racismo nos bastidores, levando à demissão do então diretor Vinícius Coimbra. O jornalista Henrique Haddefinir, colunista do portal Omelete, destacou algumas semelhanças da novela com a série britânica Bridgerton, um dos maiores sucessos da Netflix, ao retratar o papel da sociedade nos anos 30, adotando um modelo em que os figurinos seriam adaptados de maneira em que os atores se sintam confortáveis. Além disso, os personagens negros assumiriam cargos até então exclusivos por personagens brancos, algo inédito em uma novela de época.
A colunista Sabrina Legramandi, do jornal O Estado de S. Paulo, também destacou que o figurino da novela foi livremente inspirado em Bridgerton, mas que ao contrário do melodrama britânico, a novela abordaria em seu campo central a temática do racismo, mas que os personagens negros não discutiriam apenas o preconceito em questão, estando presentes em vários núcleos, trazendo uma discussão sobre o "Brasil Atual".
Pelo público, as semelhanças com a série britânica não passaram batidas. Além dos figurinos, outro fator que chamou a atenção foi a readaptação da canção A Queda, de Gloria Groove, que foi tocada em um violino. Na série em questão, algumas adaptações de canções de sucesso do grupo Maroon 5 e das cantoras Taylor Swift e Madonna em violino chegaram a ser tocadas nas cenas dos bailes ou em passagem de cenários.